# فرنسيس تايلر
فرنسيس تايلر (بالإنجليزية: Francis Tyler)‏ هو متزلج جماعي أمريكي، ولد في 11 ديسمبر 1904 في ليك بلاسيد في الولايات المتحدة، وتوفي بنفس المكان في 11 أبريل 1956 بسبب نوبة قلبية.

## وصلات خارجية
- فرنسيس تايلر على موقع أوليمبيديا (الإنجليزية)